# Лунка Лешулуј (Бистрица-Насауд)
Лунка Лешулуј (рум. Lunca Leșului) насеље је у Румунији у округу Бистрица-Насауд у општини Лешу. Oпштина се налази на надморској висини од 544 m.

## Становништво
Према подацима из 2002. године у насељу је живело 1216 становника, од којих су сви румунске националности.